# Latinh hóa

Ngôn ngữ có thể được Latinh hóa bằng nhiều cách, như được cho thấy ở đây với tiếng Trung Quốc tiêu chuẩn cho từ "quốc ngữ".

Latinh hóa, còn gọi là La Mã hóa, là việc hay một hệ thống chuyển đổi văn bản từ một hệ chữ viết khác sang chữ Latinh (còn gọi là chữ La Mã). Các phương pháp Latinh hóa bao gồm chuyển tự để thể hiện văn viết, chuyển tả để thể hiện văn nói, và kết hợp cả hai. Những phương pháp chuyển tả có thể được phân chia thành chuyển tả âm vị, ghi lại các âm vị hoặc đơn vị ngữ nghĩa trong lời nói và nghiêm ngặt hơn là chuyển tả ngữ âm, ghi lại âm nói với độ chính xác cao.
Tại các nước Âu-Mỹ, người ta thường gọi Latinh hoá là La Mã hoá nhưng tại Việt Nam thì người ta lại hay gọi là Latinh hoá.

## Phương pháp
Có nhiều hệ thống Latinh hóa đồng nhất hoặc tiêu chuẩn. Chúng có thể được phân loại theo đặc điểm. Các đặc điểm của một hệ thống cụ thể có thể giúp chúng phù hợp hơn với các ứng dụng khác nhau, đôi khi trái ngược nhau, bao gồm truy xuất tài liệu, phân tích ngôn ngữ, dễ đọc, thể hiện trung thực phát âm.
- Nguồn hoặc ngôn ngữ hiến - Một hệ thống có thể được tùy chỉnh để Latinh hóa văn bản từ một ngôn ngữ cụ thể, một loạt các ngôn ngữ hoặc cho bất kỳ ngôn ngữ nào sử dụng chung một hệ thống chữ viết. Một hệ thống dành riêng cho ngôn ngữ thường bảo tồn các tính trạng của ngôn ngữ như phát âm, trong khi hệ thống chung có lợi hơn trong việc lập danh mục các văn bản quốc tế.
- Đích hoặc ngôn ngữ nhận - Hầu hết các hệ thống được dành cho một đối tượng nói hoặc đọc một ngôn ngữ cụ thể. (Cái gọi là hệ thống Latinh hóa quốc tế cho văn bản Cyrillic dựa trên bảng chữ cái Trung Âu như bảng chữ cái tiếng Séc và tiếng Croatia).
- Tính đơn giản - Vì bảng chữ cái Latinh cơ bản có số lượng chữ cái nhỏ hơn so với nhiều hệ thống chữ viết khác, cần phải sử dụng các chữ ghép, dấu phụ hoặc ký tự đặc biệt để thể hiện tất cả chúng trong chữ viết Latinh. Điều này ảnh hưởng đến sự dễ dàng của việc tạo, lưu trữ và truyền tải kỹ thuật số, tái tạo và đọc văn bản được Latinh hóa.
- Tính đảo ngược - Có thể khôi phục lại bản gốc từ văn bản đã chuyển đổi hay không. Một số hệ thống có thể đảo ngược cho phép một phiên bản đơn giản hóa không thể đảo ngược.

### Chuyển tự
Nếu phiên bản Latinh hóa cố gắng chuyển tự hệ chữ viết gốc, nguyên tắc là đối chiếu một-một các ký tự trong ngôn ngữ nguồn vào hệ thống chữ viết nhận, ít chú trọng đến kết quả phát ra khi phát âm theo ngôn ngữ của người đọc. Ví dụ, phiên bản Latinh hóa Nihon-shiki của tiếng Nhật cho phép người đọc có hiểu biết tái cấu trúc các âm tiết kana gốc của Nhật Bản với độ chính xác 100%, nhưng đòi hỏi kiến thức bổ sung để phát âm đúng.

### Chuyển tả

#### Âm vị
Hầu hết các phiên bản Latinh hóa đều nhằm mục đích cho phép người đọc bình thường không quen thuộc với chữ viết gốc phát âm ngôn ngữ nguồn một cách hợp lý chính xác. Các phiên bản Latinh hóa như vậy tuân theo nguyên tắc chuyển tả âm vị và cố gắng tạo ra các âm thanh (âm vị) quan trọng của bản gốc một cách trung thực nhất có thể trong ngôn ngữ đích. Phương pháp Latinh hóa Hepburn phổ biến của tiếng Nhật là một ví dụ về phiên bản Latinh hóa chuyển tả được thiết kế cho người nói tiếng Anh.

#### Ngữ âm
Chuyển đổi ngữ âm tiến một bước xa hơn và cố gắng mô tả tất cả các ngữ âm bằng ngôn ngữ nguồn, hy sinh sự dễ đọc nếu cần bằng cách sử dụng các ký tự hoặc quy ước không tìm thấy trong chữ viết đích. Trên thực tế một ví dụ đại diện cho phương pháp này gần như không bao giờ cố gắng đại diện cho tất cả các allophone khả thi—đặc biệt là những ngữ âm sinh ra một cách tự nhiên do hiệu ứng phát âm cộng hợp—và thay vào đó tự hạn chế để phân biệt các allophone quan trọng nhất. Bảng mẫu tự ngữ âm quốc tế là hệ thống chuyển tả ngữ âm phổ biến nhất.